# Frank Löning
Frank Löning (* 28. August 1981 in Aurich) ist ein deutscher Fußballtrainer und ehemaliger -spieler.

## Spielerkarriere
Seine Karriere begann Frank Löning beim SV Wallinghausen, wo er in der ganzen Jugendzeit spielte. Im Seniorenbereich spielte er ab 2000 für den TuS Esens in der fünftklassigen Niedersachsenliga, mit dem er 2001 in die Landesliga abstieg. Nach einer weiteren Saison dort verpflichteten ihn im Sommer 2002 die Kickers Emden in der damals viertklassigen Oberliga Niedersachsen/Bremen. Dort trug er in seiner ersten Saison mit zwölf Toren in 32 Einsätzen zum Gewinn der Oberliga-Meisterschaft bei, scheiterte mit der Mannschaft jedoch in den Aufstiegsspielen zur Regionalliga. In der Hinrunde der anschließenden Saison 2003/04 war Löning mit 14 Toren in 18 Spielen der beste Torschütze seiner Mannschaft, ehe er sich Anfang 2004 in der Winterpause dem Ligakonkurrenten SV Wilhelmshaven anschloss. In den beiden folgenden Spielzeiten 2004/05 und 2005/06 gelangen ihm jeweils mehr als 20 Tore, womit er 2006 zur Oberliga-Meisterschaft der Wilhelmshavener und zum Aufstieg in die drittklassige Regionalliga beitrug.
Nach dem Aufstieg verließ Löning die Wilhelmshavener zur Saison 2006/07 und wechselte zum SV Werder Bremen, der ihn für seine zweite Mannschaft in der Regionalliga Nord verpflichtete. Dort spielte er zwei Jahre lang, wobei er in 54 Ligaspielen 17 Tore erzielte. Zudem kam er in der ersten Mannschaft der Bremer zu einem Einsatz im Ligapokal gegen den FC Bayern München. Auch im DFB-Pokal war Frank Löning aktiv und kam in der Saison 2007/08 mit der zweiten Mannschaft von Werder Bremen zu drei Einsätzen, als sich die Mannschaft als Regionalligist bis in die dritte Runde kämpfte. In der ersten Runde wurde der 1. FC Köln mit 4:2 besiegt, wozu Löning mit einem Tor beitrug. In der zweiten Runde wurde der FC St. Pauli im Elfmeterschießen bezwungen und erst in der dritten Runde kam gegen den VfB Stuttgart das Aus.
Im Sommer 2008 verpflichtete ihn der SC Paderborn 07 in der neu gegründeten 3. Liga. Dort trug er mit insgesamt 14 Saisontoren zum Erreichen des dritten Platzes bei. Danach schoss er in der Relegation 2008/09 gegen den VfL Osnabrück in beiden Spielen die Siegtore, die den Zweitligaaufstieg bedeuteten. In der anschließenden Zweitliga-Saison 2009/10 wurde er meist nur als Einwechselspieler eingesetzt, woraufhin sein Vertrag in Paderborn nicht mehr verlängert wurde.
Löning wechselte daraufhin 2010 zurück in die 3. Liga zum SV Sandhausen, wo er zu alter Stärke fand und mit 13 Toren und 34 Spielen bester Stürmer des Teams wurde. Ab der Saison 2011/12 war er Mannschaftskapitän der Kurpfälzer. In dieser Saison konnte Löning seine 13 Saisontore wiederholen und gewann mit der Mannschaft die Drittligameisterschaft, womit er zum zweiten Mal in seiner Karriere in die 2. Bundesliga aufstieg. Dort gelangen dem Angreifer in der folgenden Saison 2012/13 elf Tore, bevor er kurz vor dem 29. Spieltag aufgrund eines Knorpelschadens im Knie die Spielzeit vorzeitig beenden musste.
Am 3. Januar 2014 wechselte Löning innerhalb der Liga zum FC Erzgebirge Aue. Nach einem Jahr folgte in der Winterpause 2014/15 erneut ein Wechsel zum Drittligisten Chemnitzer FC, für den er in 29 Spielen sechs Tore in der 3. Liga erzielte. Nach einem Jahr wechselte Löning in der Winterpause 2015/16 in die Regionalliga-West zu Rot-Weiss Essen, mit dem er im gleichen Jahr durch einen 3:0-Finalsieg gegen den Wuppertaler SV den Niederrheinpokal gewann. In der folgenden Saison wurde er von Verletzungen zurückgeworfen. Zum 31. März 2017 löste Frank Löning seinen Vertrag bei Rot-Weiss Essen auf und beendete seine Profi-Karriere.
Als aktiver Fußballer trat Löning noch einmal zur Saison 2017/18 für den siebtklassigen Landesliga-Aufsteiger Badenia St. Ilgen an, bevor er zur SG Heidelberg-Kirchheim (Verbandsliga Baden) wechselte. 2019 absolvierte er zudem noch ein Spiel in seiner ostfriesischen Heimat beim VfB Germania Wiesmoor (Bezirksliga Weser-Ems 1). Zum Saisonende 2019 beendete er schließlich seine Laufbahn als aktiver Fußballspieler.

## Trainer- und Funktionärskarriere
Im Anschluss an das Ende seiner Karriere als Profispieler kehrte Löning Anfang Mai 2017 zu seinem ehemaligen Verein SV Sandhausen zurück. Dort fungierte er zunächst zwei Jahre lang als Fanbeauftragter und kümmerte sich um den Nachwuchs des Vereins. Zur Saison 2019/20 wurde er Trainer der U23-Mannschaft des Vereins als Nachfolger von Kristjan Glibo. Aufgrund der Entscheidung des Vereins, die Mannschaft zum Ende der Spielzeit 2020/21 vom Spielbetrieb zurückzuziehen, trennten sich Löning und der SV Sandhausen einvernehmlich zum Jahresende 2020. Anschließend kehrte Löning in seine ostfriesische Heimat zurück und übernahm im Sommer 2021 den Bezirksligisten VfB Germania Wiesmoor als Trainer, bei dem er bereits 2019 noch als Spieler aktiv gewesen war.
Zur Saison 2022/23 verpflichtete ihn der VfB Oldenburg, der neu in die 3. Liga aufgestiegen war, als Co-Trainer von Dario Fossi. Als dieser Anfang März 2023 auf dem vorletzten Tabellenplatz stehend freigestellt wurde, übernahm Löning die Mannschaft interimsweise. Er betreute den VfB bei einer 0:2-Niederlage gegen den VfL Osnabrück und rückte anschließend unter dem neuen Cheftrainer Fuat Kılıç wieder auf die Co-Trainer-Position. Am Saisonende stieg die Mannschaft wieder in die Regionalliga ab. Nach dem Abstieg wurde mit Benjamin Duda ein neuer Trainer verpflichtet, der Löning als Co-Trainer behielt. Im September 2023 trennte sich der Verein wieder von Duda, woraufhin Löning die Mannschaft erneut in einem Liga- und einem Landespokalspiel als Interimstrainer betreute, bis Fuat Kılıç wieder das Traineramt übernahm. Ein Jahr später fungierte Löning nach dessen Freistellung Ende August bis Mitte September 2024 ein drittes Mal als Interimstrainer, ehe erneut Dario Fossi die Mannschaft als Cheftrainer übernahm.

## Erfolge
- Meister der 3. Liga und Aufstieg in die 2. Bundesliga mit dem SV Sandhausen 2012
- Aufstieg in die 2. Bundesliga mit dem SC Paderborn 2009
- Bremer Pokalsieger 2007 mit dem SV Werder Bremen II
- Badischer Pokalsieger 2011 mit dem SV Sandhausen
- Sachsenpokalsieger 2015 mit dem Chemnitzer FC
- Niederrheinpokalsieger 2016 mit Rot-Weiss Essen